# Jacques Mornet
 (mai 2018).
Jacques Mornet est un enseignant d’accordéon et pédagogue français né le 23 octobre 1937 à Avignon .

## Biographie
Jacques Mornet entre dans le monde de la musique étant enfant, en suivant une formation de flûte traversière  et de trompette au Conservatoire à rayonnement régional du Grand Avignon. Il découvre l’accordéon à huit ans mais celui-ci n’étant pas enseigné dans les conservatoires à l’époque, il est formé par des professeurs privés . Diplômé de l’École Normale d’Avignon (école qui formait les Maîtres d’Écoles), Jacques Mornet entreprend une carrière d’instituteur dans l’école primaire du petit village Le Thor (Vaucluse) où il crée également une école de musique. Passionné par l’enseignement, il développe alors une pédagogie pour accordéon basée sur l’enseignement des instruments à vent. À la suite de l’observation des progrès rapides de ses élèves et leurs succès au concours nationaux et internationaux, il décide de se consacrer à l’enseignement de la musique et obtient des élus locaux de la ville de « Le Thor » (Vaucluse) la création d’une école de musique départementale en 1985. Devant le palmarès étonnant de son école, il obtient une reconnaissance nationale et internationale de sa méthode et conduit des stages et masters classes à l’étranger : Russie, Serbie, Espagne, Bulgarie, Belgique, Italie, États-Unis, Canada et en Chine qu’il a marqué fortement de son système pédagogique. Il est appelé au jury des plus grandes compétitions : Coupe du monde, Trophée mondial, Klingenthal, Castelfidardo, …
Au cours de sa carrière, il a formé des centaines d’élèves dont entre autres : Alain Musichini, Christine Rossi, Domi Emorine,  Eric Pisani, Philippe Bourlois, Aurélien Noël, Laurent Derache, Roman Jbanov, Gianluca Pica, Frédéric Deschamps, Sarah Vonau, Amélie Castel, Nathalie Boucheix, Aude et Guy Giuliano, Dimitri Bouclier, Diego Gatte, Anaïs Bessieres, Jean Baptiste Baudin, Vincent Lhermet…. Tous des professionnels patentés. 

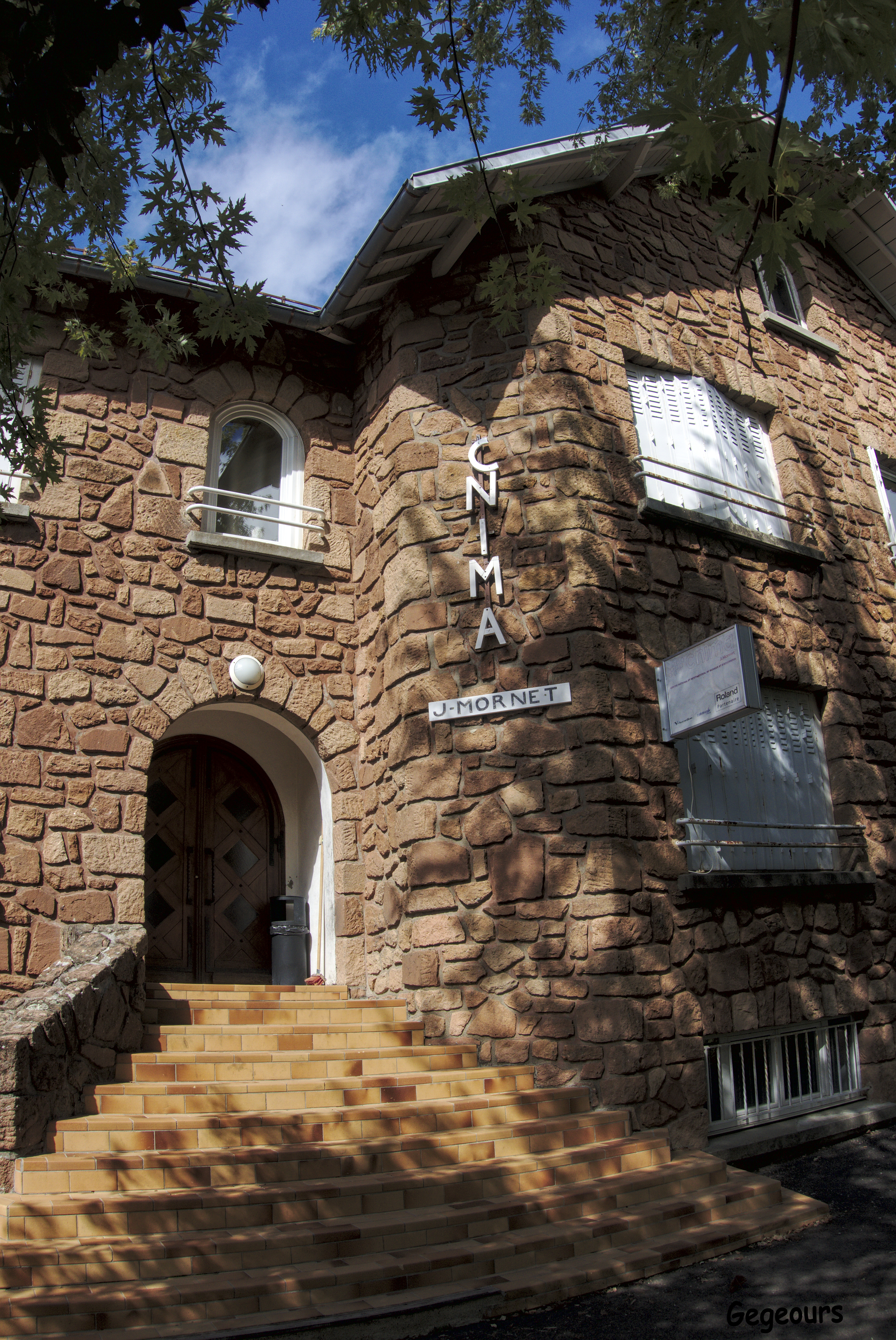
Le Centre National et International de Musique et Accordéon à Saint-Sauves-d'Auvergne

En 1995, il fonde le Centre National et International de Musique et Accordéon (CNIMA) à Larodde dans le Puy-de-Dôme. Le centre déménage en 2005 et se situe désormais à Saint-Sauves-d'Auvergne.

## La méthode Jacques Mornet
La méthode Jacques Mornet propose d'appréhender l'accordéon de manière identique à un instrument à vent. Alors que ce dernier était traité comme un clavier (piano), Jacques Mornet créé une méthode axée sur les possibilités du soufflet, le phrasé et les mouvements du corps. 
Elle laisse une large place à la recherche d'un son "noble", d'une esthétique musicale approfondie. La méthode explique comment donner de la vie aux notes (couleur du son), créer de la dynamique (articulations et soufflet), varier les touchers et ponctuer l'acte musical par des mouvements corporels. En s'appuyant sur son expérience de professeur, Jacques Mornet enseigne que la technique au diapason de l'interprétation suit naturellement. En cela la méthode Jacques Mornet s’oppose à une méthode conventionnelle qui consiste à commencer l’enseignement par de la technique pure avec un niveau de difficulté et rapidité croissant et ne fait intervenir la musicalité que dans un second temps. 
La méthode est utilisable pour tous types d’accordéons, boutons comme piano et tous systèmes, français, italien ou russe ; basses standards ou barytons.

## Distinctions
- 1960 : Palmes académiques
- 2003 : MERIT AWARD octroyé par la C.I.A. (Confédération Internationale de l'Accordéon) reconnu par l'Unesco[7]
- 2015 : Disque d'Argent de la Gnessin Académie de Moscou en reconnaissance de sa contribution majeure à l'accordéon
- 2015 : Prix Gus Viseur pour l'ensemble de son travail pédagogique